# 仓开古城
仓开古城，位于中国青海省海晏县金滩乡仓开村，为青海省市县级文物保护单位，公布日期为1988年5月19日，类型为古遗址。
仓开古城的历史年代为宋。